# 群馬トヨタ自動車
群馬トヨタ自動車株式会社（ぐんまトヨタじどうしゃ）は、トヨタ自動車が製造した乗用車を取り扱う自動車販売会社。群馬県高崎市に本社を置く。

## 事業所
- TOYOTA
  - 高崎東町店
  - 高崎インター島野店
  - 高崎問屋町店
  - 高崎倉賀野店
  - 高前バイパス店
  - 富岡バイパス店
  - 安中杉並木店
  - 藤岡みやもと店
  - 太田竜舞店
  - 太田407号店
  - 桐生バイパス店
  - 館林インター店
  - 伊勢崎日乃出店
  - 伊勢崎つなとり店
  - 笠懸50号店
  - オートモール渋川店
  - 中之条バイパス店
  - 沼田インター店
  - 嬬恋三原店
  - 前橋天川大島店
  - 前橋大友店
  - 前橋下小出店
- U-Car
  - U-Park前橋荒牧店
  - U-Park高崎江木店
  - U-Park太田竜舞店
  - U-Park伊勢崎つなとり店
  - U-Parkオートモール渋川店
- フォルクスワーゲン
  - フォルクスワーゲン高崎
  - フォルクスワーゲン高前
  - フォルクスワーゲン伊勢崎
- LEXUS
  - レクサス高崎
  - レクサス太田
  - レクサスCPO高崎

## 関連会社
- 群馬トヨタグループ 株式会社
- ネッツトヨタGTGぐんま 株式会社
- 株式会社 トヨタレンタリース群馬
- トヨタL&F群馬 株式会社
- 株式会社 RIKISO